# آندرورانگاوولا
آندرورانگاوولا (به لاتین: Androrangavola) یک منطقهٔ مسکونی در ماداگاسکار است که در مارولامبو واقع شده‌است. آندرورانگاوولا ۹٬۵۴۲ نفر جمعیت دارد و ۷۷۱ متر بالاتر از سطح دریا واقع شده‌است.